# Кичун Віктор Іванович
Віктор Іванович Кичун (нар. 19 червня 1968, с. Велика Березна, Полонський район, Хмельницька область) — український правник. 18 лютого 2021 року Постановою Верховної Ради України за результатами конкурсу призначений суддею Конституційного Суду України.
Присягу склав 24 лютого 2021 року.

## Життєпис
У 1987 році закінчив Вінницький політехнічний технікум за спеціальністю «Теплотехнічне обладнання промислових підприємств».
З 1987 року по 1989 рік — строкова військова служба.
У 1994 році здобув вищу юридичну освіту в Українській державній юридичній академії.
У 1994—1997 роках — аспірант, з 1997 року по 2021 рік — асистент, доцент кафедри конституційного права України Національного юридичного університету імені Ярослава Мудрого. З 1998 року працював адвокатом за сумісництвом.
У грудні 2001 року захистив дисертацію на здобуття наукового ступеня кандидата юридичних наук на тему «Конституційно-правові основи взаємовідносин вищих органів влади України та Автономної Республіки Крим».
Кандидат юридичних наук, доцент.